# Peter Dijkstra
Peter Dijkstra (* 11. června 1978) je nizozemský dirigent a sbormistr.

## Život
Narodil se v Roden, Drenthe. V mládí zde zpíval ve sboru Jongenskoor, který založil jeho otec Bouwe Dijkstra v roce 1985. Zpíval kantáty J. S. Bacha pod vedením předních dirigentů, např. Gustava Leonhardta, Sigiswalda Kuijkena či Maxe van Egmonda v Amsterdamu. Později studoval zpěv a dirigování na Královské konzervatoři v Haagu, na Hochschule für Musik und Tanz Köln u Marcuse Creeda, a na Royal College of Music ve Stockholmu u Jorma Panula. Navštěvoval také mistrovské kurzy u Erica Ericsona a Tõnu Kaljuste. Vedl soubor The Gents.
Byl hostujícím dirigentem Nizozemského komorního sboru a v letech 2005-2016 byl uměleckým ředitelem Sboru Bavorského rozhlasu (Chor des Bayerischen Rundfunks) z Mnichova. V roce 2007 byl jmenován šéfdirigentem Švédského rozhlasového sboru (švédsky Radiokören, anglicky The Swedish Radio Choir). Spolupracoval s významnými evropskými vokálními soubory a působil také jako orchestrální dirigent.
Od roku 2015 je dirigentem sboru Nederlands Kamerkoor.

## Ocenění
- Kersjes-van-de-Groenekan-Preis (2001)[9]
- Eric Ericson Award (2003)[10]
- Nominace na Grammy Award v kategorii nejlepší sborová nahrávka: Luigi Cherubini: Missa Solemnis In E, Bayerischen Rundfunks Symphony Orchestra, dirigent, Riccardo Muti, zpěv: Ruth Ziesak, Marianna Pizzolato, Herbert Lippert, Ildar Abdrazakov, Sbor bavorského rozhlasu, sbormistr Peter Dijkstra (2008)[11]
- Eugen-Jochum-Preis (2014)[12]
- Nominace na Grammy Award v kategorii nejlepší sborová nahrávka: Ludwig van Beethoven: Missa Solemnis, dirigent: Bernard Haitink, zpěv: Genia Kuhmeier, Elisabeth Kulman, Mark Padmore, HannoMuller-Brachmann, Anton Barachovsky Sbor a symfonický orchestr Bavorského rozhlasu, (2015).[11][13]
- Nominace na Grammy Award v kategorii nejlepší sborová nahrávka: Rachmaninov: The Bells, zpěv: Tatiana Pavlovskaya, Oleg Dolgov, Alexey Markov, Sbor a symfonický orchestr Bavorského rozhlasu,sbormistr: Peter Dijkstra, dirigent: Mariss Jansons[14]

## Vystoupení v Česku
- 2018 – Johann Sebastian Bach: Vánoční oratorium – Collegium 1704, Nederlands Kamerkoor, Hannah Morrison – soprán, Maarten Engeltjes – kontratenor, Benedikt Kristjánsson – tenor, Thomas Oliemans – bas, dirigent: Peter Dijkstra, Praha, Rudolfinum. 11. prosince 2018[15]